# Lacenas
Lacenas [lasna] est une commune française située dans le département du Rhône, en région Auvergne-Rhône-Alpes. Elle fait partie de l'unité urbaine de Lyon.

## Géographie
Lacenas est un village situé à 6 km de Villefranche-sur-Saône. Il se situe à 290 mètres d’altitude avec une altitude minimum de 229 m et maximum de 371 m.
Géographiquement la latitude de Lacenas est de 45.992 degrés Nord et sa longitude de 4.646 degrés Est.
La superficie de Lacenas est de 3.36 km² soit 336 hectares ;
Les communes limitrophes de Lacenas sont Denicé qui se situe à 1.35 km au nord, Cogny qui se situe à 1.69 km à l’ouest, Liergue se situe à 2.93 km au sud et enfin Gleizé à l’est se situe à 4.13 km.

### Climat
Pour des articles plus généraux, voir Climat d'Auvergne-Rhône-Alpes et Climat du Rhône.
En 2010, le climat de la commune est de type climat océanique altéré, selon une étude du Centre national de la recherche scientifique s'appuyant sur une série de données couvrant la période 1971-2000. En 2020, Météo-France publie une typologie des climats de la France métropolitaine dans laquelle la commune est exposée à un climat de montagne ou de marges de montagne et est dans la région climatique  Nord-est du Massif Central, caractérisée par une pluviométrie annuelle de 800 à 1 200 mm, bien répartie dans l’année. 
Pour la période 1971-2000, la température annuelle moyenne est de 11,7 °C, avec une amplitude thermique annuelle de 17,8 °C. Le cumul annuel moyen de précipitations est de 789 mm, avec 9,7 jours de précipitations en janvier et 6,8 jours en juillet. Pour la période 1991-2020, la température moyenne annuelle observée sur la station météorologique de Météo-France la plus proche, « Liergues_sapc », sur la commune de Porte des Pierres Dorées à 3 km à vol d'oiseau, est de 12,1 °C et le cumul annuel moyen de précipitations est de 710,2 mm,. Pour l'avenir, les paramètres climatiques de la commune estimés pour 2050 selon différents scénarios d'émission de gaz à effet de serre sont consultables sur un site dédié publié par Météo-France en novembre 2022.

## Urbanisme

### Typologie
Au 1er janvier 2024, Lacenas est catégorisée bourg rural, selon la nouvelle grille communale de densité à sept niveaux définie par l'Insee en 2022.
Elle appartient à l'unité urbaine de Lyon, une agglomération inter-départementale regroupant 123  communes, dont elle est une commune de la banlieue,,. Par ailleurs la commune fait partie de l'aire d'attraction de Lyon, dont elle est une commune de la couronne,. Cette aire, qui regroupe 397 communes, est catégorisée dans les aires de 700 000 habitants ou plus (hors Paris),.

### Occupation des sols
L'occupation des sols de la commune, telle qu'elle ressort de la base de données européenne d’occupation biophysique des sols Corine Land Cover (CLC), est marquée par l'importance des territoires agricoles (91,8 % en 2018), en diminution par rapport à 1990 (92,7 %). La répartition détaillée en 2018 est la suivante : 
cultures permanentes (47,9 %), zones agricoles hétérogènes (29,6 %), prairies (14,3 %), zones urbanisées (8,2 %). L'évolution de l’occupation des sols de la commune et de ses infrastructures peut être observée sur les différentes représentations cartographiques du territoire : la carte de Cassini (XVIIIe siècle), la carte d'état-major (1820-1866) et les cartes ou photos aériennes de l'IGN pour la période actuelle (1950 à aujourd'hui).

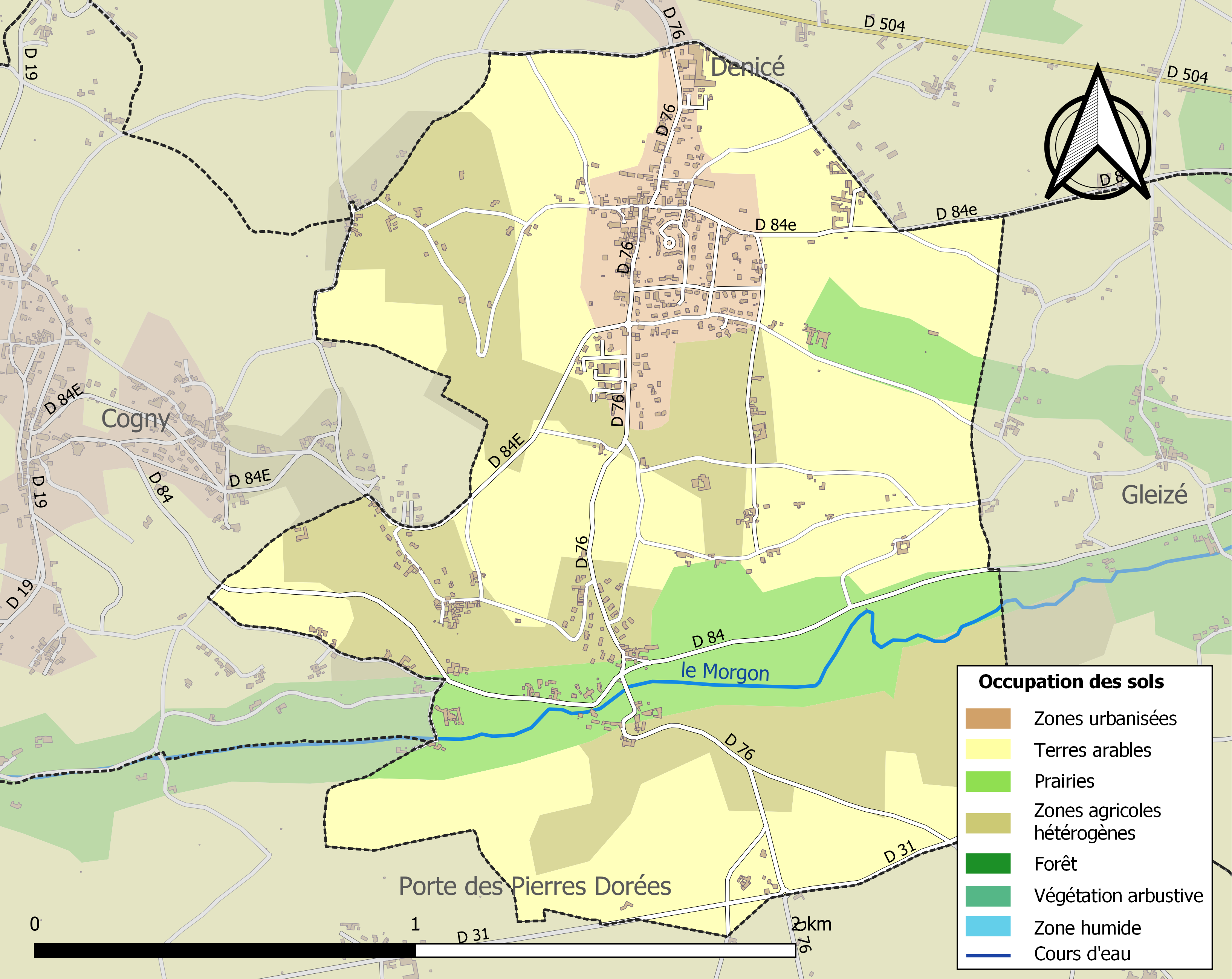
Carte des infrastructures et de l'occupation des sols de la commune en 2018 (CLC).

## Histoire
Aucune trace d'occupation durable n'est attestée pendant la période romaine, toutefois des monnaies ont été découvertes à proximité des carrières de pierre dans la première moitié du XIXe siècle.

## Politique et administration

### Liste des maires
| Période                                  | Période  | Identité            | Étiquette | Qualité |
| ---------------------------------------- | -------- | ------------------- | --------- | ------- |
| mai 2020                                 | en cours | Catherine Rabourdin | DVD       |         |
| mars 2008                                | mai 2020 | Georges Grevoz      |           |         |
| 2003                                     | 2008     | Jean-Paul Cantat    |           |         |
| 2001                                     | 2003     | Alain Marduel       |           |         |
| 1951                                     | 1971     | François Denoyer    |           |         |
| Les données manquantes sont à compléter. |          |                     |           |         |

### Politique de développement durable
La commune a engagé une politique de développement durable en lançant une démarche d'Agenda 21 en 2008.

## Jumelages
- Canale d'Agordo (Italie) depuis le 27 mai 2006.

## Population et société

### Démographie
L'évolution du nombre d'habitants est connue à travers les recensements de la population effectués dans la commune depuis 1793. Pour les communes de moins de 10 000 habitants, une enquête de recensement portant sur toute la population est réalisée tous les cinq ans, les populations de référence des années intermédiaires étant quant à elles estimées par interpolation ou extrapolation. Pour la commune, le premier recensement exhaustif entrant dans le cadre du nouveau dispositif a été réalisé en 2004.

En 2022, la commune comptait 1 029 habitants, en évolution de +8,54 % par rapport à 2016 (Rhône : +3,93 %, France hors Mayotte : +2,11 %).
| 1793 | 1800 | 1806 | 1821 | 1831 | 1836 | 1841 | 1846 | 1851 |
| ---- | ---- | ---- | ---- | ---- | ---- | ---- | ---- | ---- |
| 581  | 578  | 648  | 554  | 628  | 610  | 652  | 678  | 670  |

| 1856 | 1861 | 1866 | 1872 | 1876 | 1881 | 1886 | 1891 | 1896 |
| ---- | ---- | ---- | ---- | ---- | ---- | ---- | ---- | ---- |
| 658  | 671  | 652  | 605  | 603  | 589  | 597  | 600  | 569  |

| 1901 | 1906 | 1911 | 1921 | 1926 | 1931 | 1936 | 1946 | 1954 |
| ---- | ---- | ---- | ---- | ---- | ---- | ---- | ---- | ---- |
| 547  | 590  | 553  | 495  | 463  | 423  | 451  | 425  | 460  |

| 1962 | 1968 | 1975 | 1982 | 1990 | 1999 | 2004 | 2006 | 2009 |
| ---- | ---- | ---- | ---- | ---- | ---- | ---- | ---- | ---- |
| 474  | 443  | 455  | 471  | 714  | 852  | 850  | 850  | 887  |

| 2014 | 2019  | 2022  | - | - | - | - | - | - |
| ---- | ----- | ----- | - | - | - | - | - | - |
| 942  | 1 021 | 1 029 | - | - | - | - | - | - |

### Sports
Lacenas abrite un tennis club composé de deux terrains extérieurs qui se déploie également sur quatre autres terrains extérieurs sur la commune proche d'Arnas[réf. nécessaire].

## Lieux et monuments

### Patrimoine religieux
L'ancienne église Notre-Dame-du-Sou du hameau de Saint-Paul bâtie au XIIe siècle et rénovée au XVIe siècle est décorée de peintures murales. L'église et son décor intérieur ont été inscrits monument historique le 6 février 1981. Les fonts baptismaux de la chapelle Saint-Paul sont une cuve circulaire sculptée datant du XIIe siècle ornée de petits masques naïfs. Ils sont aussi inscrits monument historique depuis 1942.

### Patrimoine civil
La commune abrite plusieurs édifices remarquables, dont quatre châteaux d'époques différentes : le château du Sou, dont la porte fortifiée est classée monument historique depuis le 21 février 1933 ; le château de Bionnay médiéval et remanié aux XVIIIe et XIXe siècles qui abrite un jardin remarquable depuis 2010 et visitable ; le château de Montauzan de la fin du XVIe siècle, privé ; le château des Carbonnières, manoir bourgeois du XIXe siècle, également privé. Enfin le territoire abrite également le caveau des compagnons du Beaujolais, un pressoir d'importantes dimensions de la fin du XVIIIe siècle.

### Patrimoine
Outre son patrimoine religieux qui comprend également l'église paroissiale dite église de la Nativité-de-Saint-Jean-Baptiste dominant la place centrale du village, la place François-Denoyer, qui accueille le monument aux morts, la commune possède un lavoir chemin des Rousselles et une croix de chemin au hameau de Montauzan, à l'intersection du chemin du Champ-de-la-Croix et de la route des Compagnons, en limite communale avec Denicé. Enfin, le cimetière est situé en contre-haut du bourg, sur la route menant au Chazier, hameau dominant la commune à l'ouest.

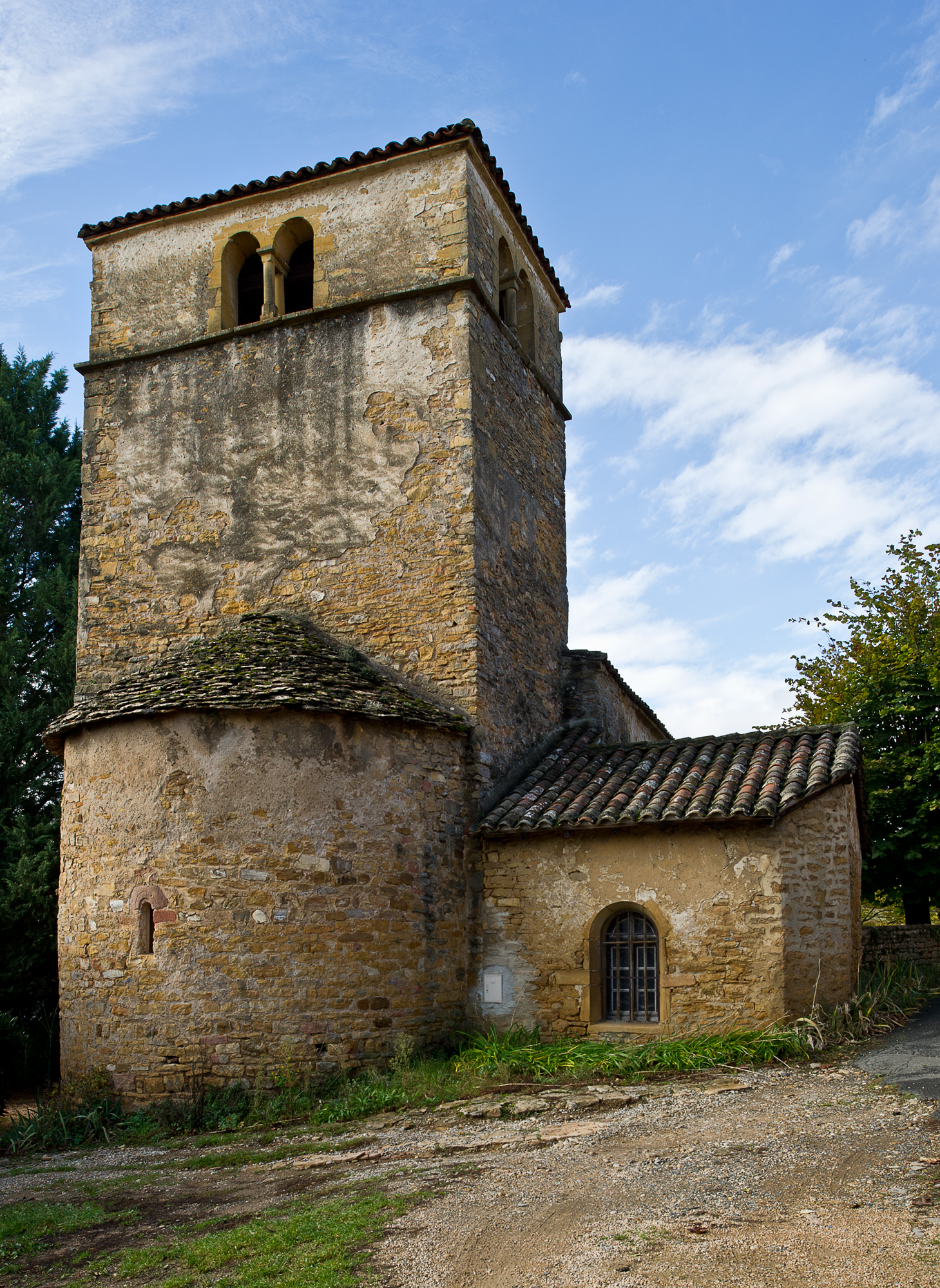
Église Notre-Dame-du-Sou de Saint-Paul, abside.
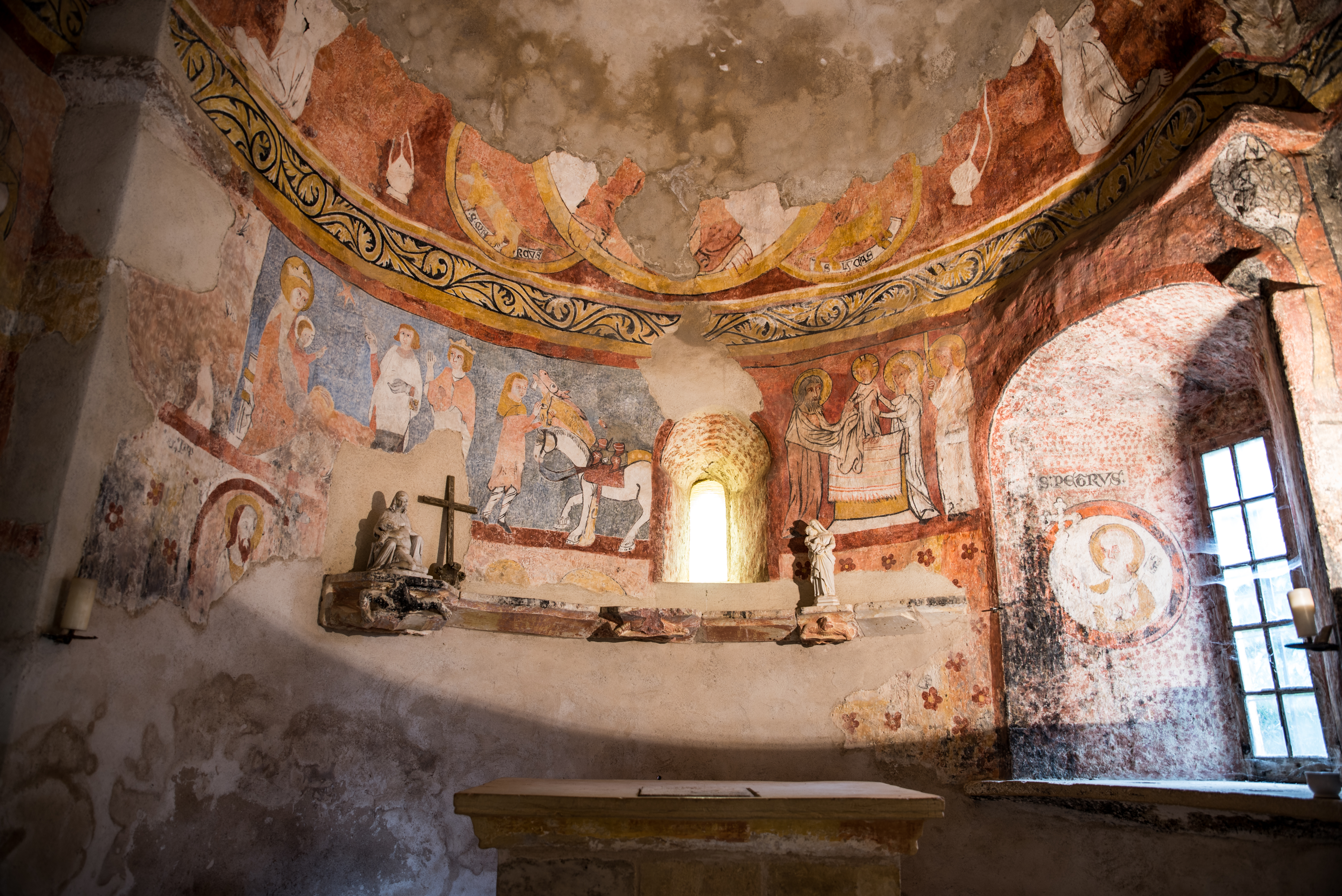
Église Notre-Dame-du-Sou de Saint-Paul, fresques intérieures.
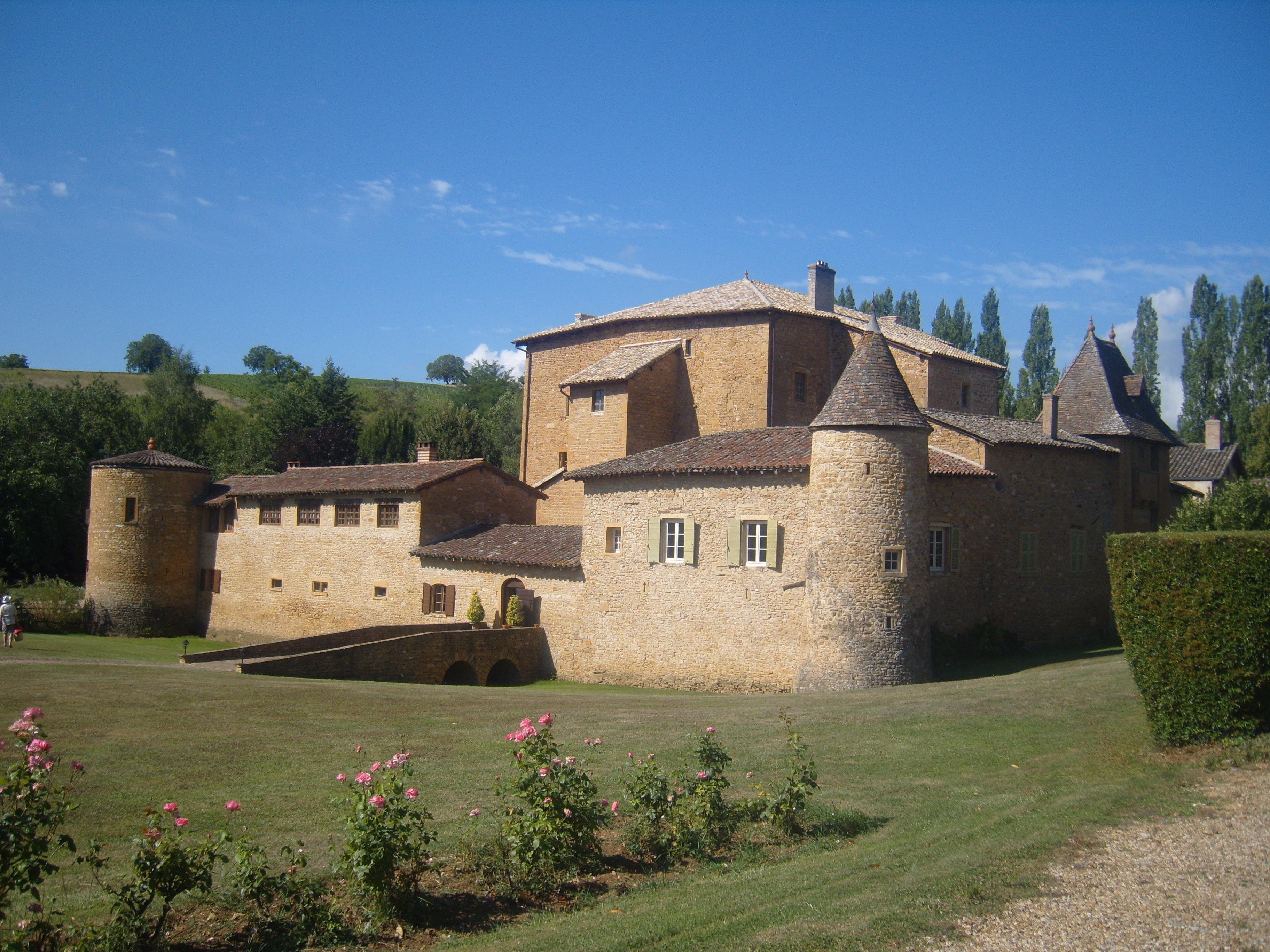
Château du Sou.
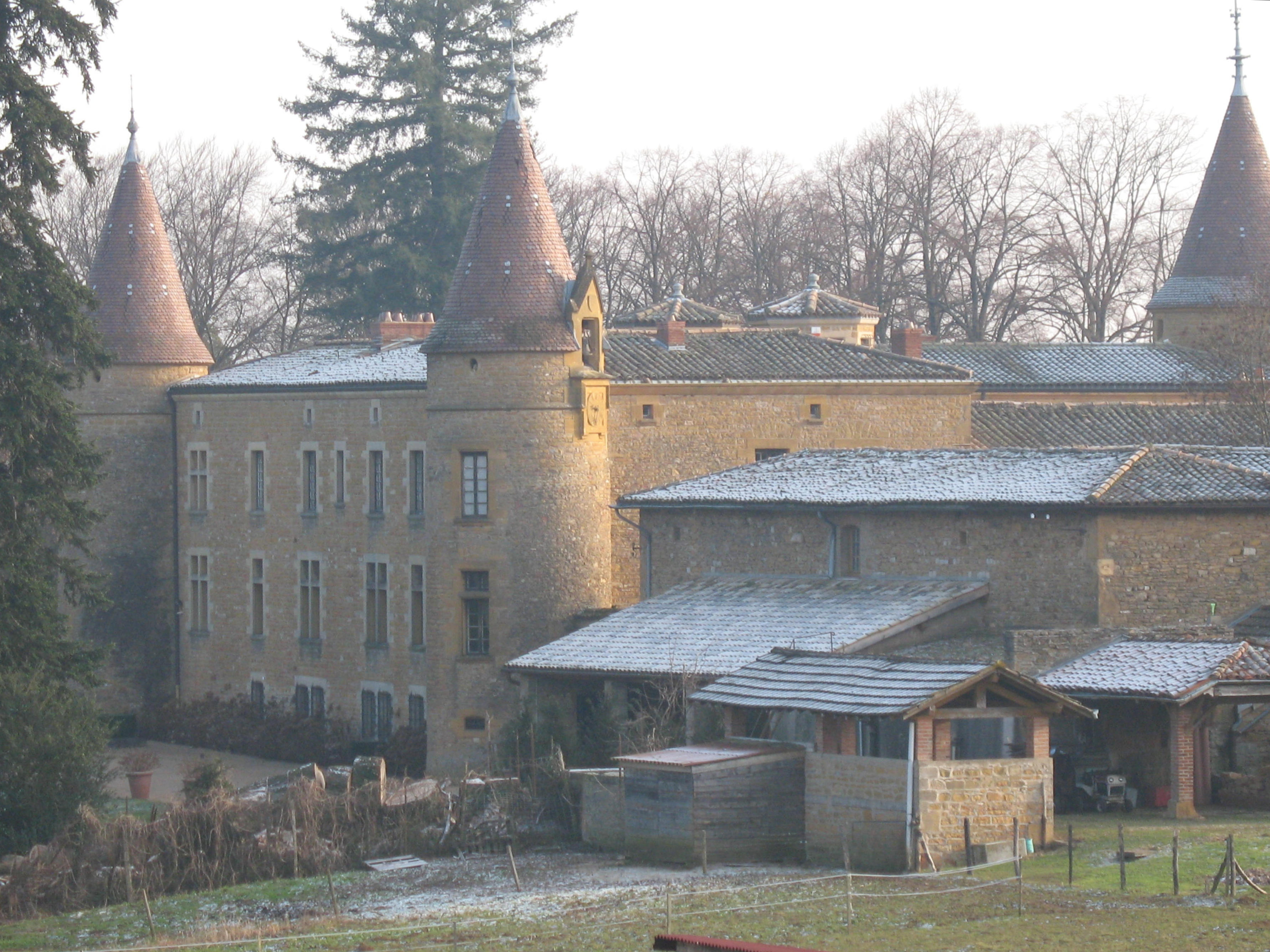
Château de Bionnay.
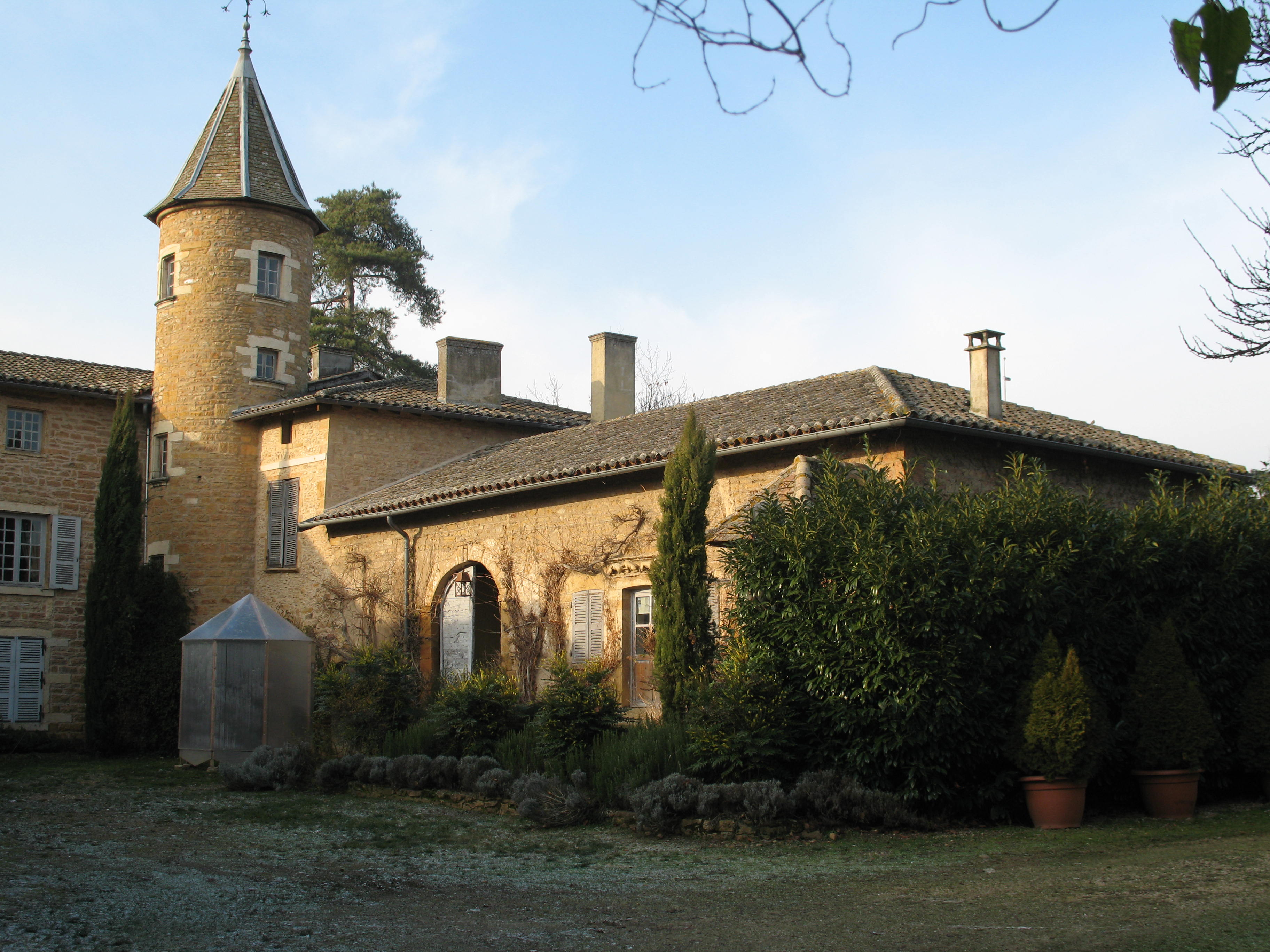
Château de Montauzan.
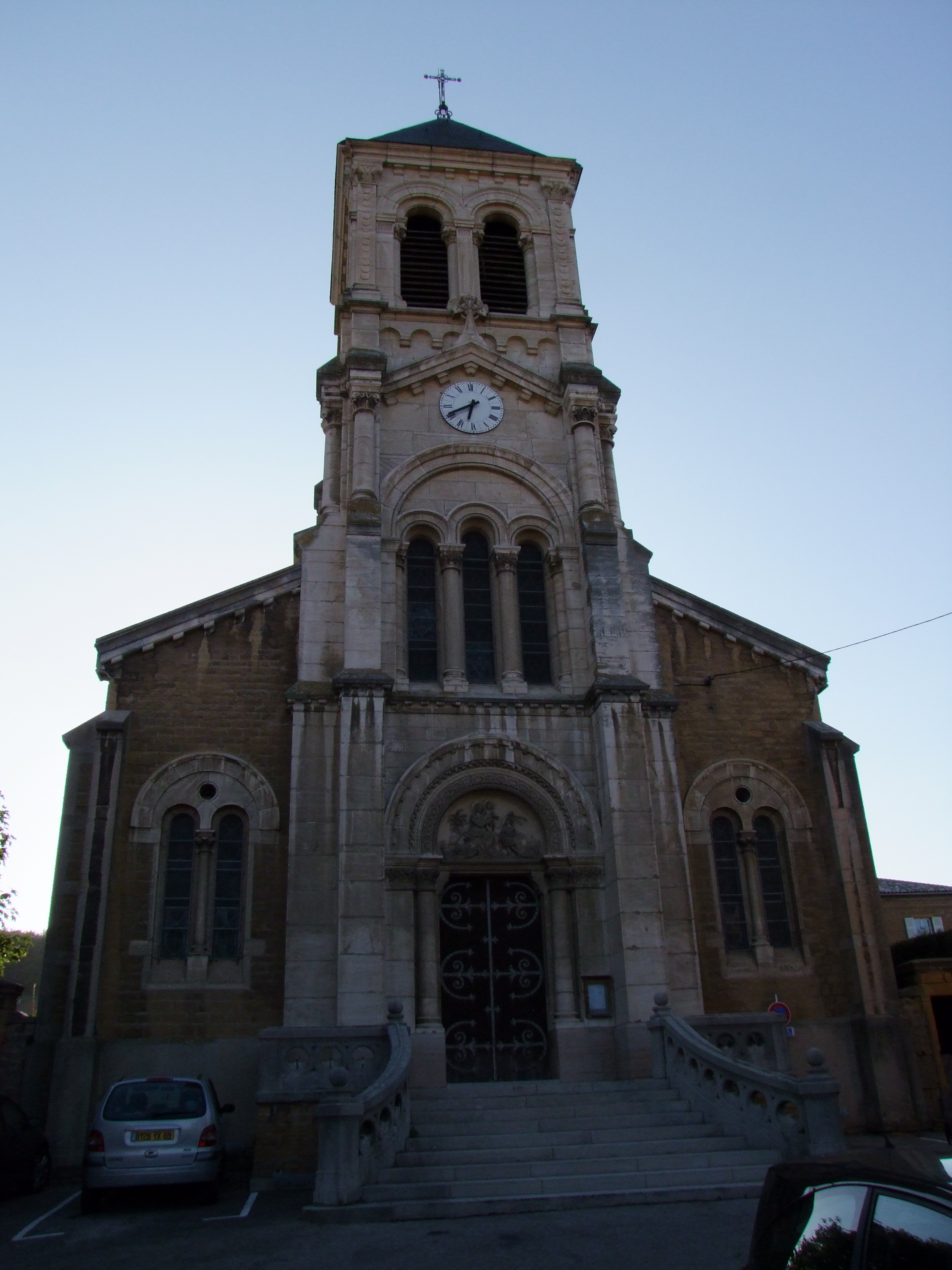
Église de la Nativité-de-Saint-Jean-Baptiste.
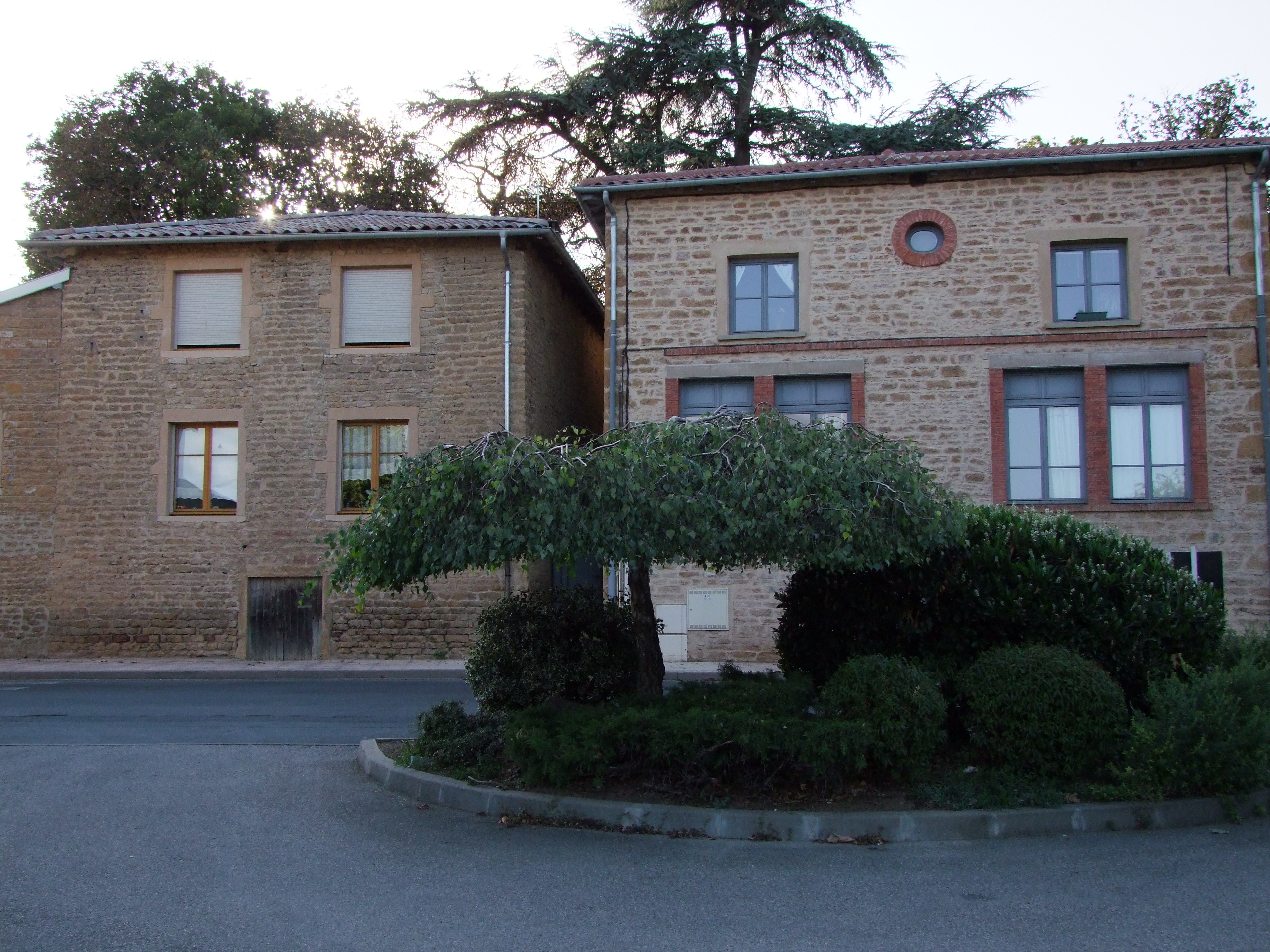
Des maisons en pierres dorées, Grande rue.

## Personnalités liées à la commune
Gaël Morel y est né le 25 septembre 1972.

## Héraldique
| Blason de Lacenas | Blason  | D'azur au château de deux tours couvertes et girouettées d'or, maçonné, ajouré et ouvert de sable; au chef d'or chargé d'un lion issant de sable tenant une coupe du même dans sa dextre. |
| Blason de Lacenas | Détails | Le statut officiel du blason reste à déterminer. |